# 潘士藻
潘士藻（1537年—1600年），字去華，號雪松，直隸徽州府婺源縣人，民籍，明朝政治人物。

## 生平
嘉靖十六年（1537年）出生。隆庆四年（1570年）庚午科應天府鄉試第三十一名，年近五十中萬曆十一年（1583年）癸未科會試第一百九名，登三甲第十三名進士。大理寺觀政，初授温州府推官，十五年行取，十六年三月选授福建道监察御史。一次，东厂中官张鲸的手下侯进忠、牛承忠私自出城，在光天化日之下侮辱戏弄妇女，巡逻士卒前去劝阻，反遭到毒打。潘士藻下令对侯进忠、牛承忠处以杖刑，導致一重傷，另一人当场被击毙。萬曆十六年闰六月以火灾上言忤旨，降三级，贬为广东布政司照磨，十九年升刑部照磨，徘徊郎署间，累遷至南京吏部主事，二十年七月升尚宝司丞，次年官尚宝司少卿。万历二十八年十月二十九日去世。著有《闇然堂类纂》6卷，《谈易述》17卷。《明史》卷二百三十四有傳。

## 家族
曾祖潘祥；祖父潘鉞；父潘澐。母詹氏。慈侍下。兄士棠。弟士来